# Arka Czasu
Arka Czasu, czyli wielka ucieczka Rafała od kiedyś przez wtedy do teraz i wstecz – powieść dla młodzieży Marcina Szczygielskiego wydana przez Stentor w 2013 r. Wydawcą kolejnych edycji książki (2015 r.) jest Instytut Wydawniczy Latarnik.

## Fabuła
Część I, Wehikuł Czasu – 1942 r. Getto warszawskie. Dziewięcioletni Rafał Grzywiński (był drobnym chłopcem, miał niebieskie oczy i czarne włosy, po przefarbowaniu pomarańczowe) i jego dziadek zajmują pokój w kamienicy przy ulicy Siennej. Dziadek Rafała jest skrzypkiem, od świtu do nocy krąży po dzielnicy zarabiając na życie graniem na podwórkach i ulicach, a wieczorami – w nielicznych funkcjonujących na terenie getta kawiarniach i restauracjach. Chłopiec niemal cały czas spędza zamknięty w domu – jedynym miejscem w getcie dokąd wolno mu chodzić samemu jest biblioteka dziecięca przy ul. Leszno 67. Pewnego dnia bibliotekarka wręcza Rafałowi powieść Herberta George’a Wellsa Wehikuł czasu. Książka wywiera na małym czytelniku ogromne wrażenie, szczególnie przemawia do niego wizja świata odległej przyszłości, zaludnionego przez Elojów i Morloków, która bezpośrednio przekłada się na rzeczywistość otaczającą chłopca. Gdy Sienna zostaje wyłączona z terenu getta, jej mieszkańcy muszą przeprowadzić się w głąb dzielnicy. Dziadkowi udaje się znaleźć nowy pokój, ale uświadamia sobie, że unicestwienie dzielnicy staje się kwestią czasu. Sprzedaje swoje skrzypce, opłaca wyprowadzenie Rafała za mury getta i jego kryjówkę po aryjskiej stronie, w gospodarstwie leżącym na obrzeżach stolicy. Z dzielnicy wyprowadza chłopca Stella – uciekają świtem przez budynek Arbeitsamtu i przemierzają okupowane miasto od Towarowej, przez Nowogrodzą, Bracką, Plac Zamkowy i most Kierbedzia na Pragę. Gdy docierają do celu, okazuje się, że kryjówka została zdemaskowana przez niemieckich żołnierzy. Stella postanawia schować Rafała w opuszczonym warszawskim zoo. Obiecuje, że zjawi się po kilku dniach, ale nie przychodzi. Chory, gorączkujący chłopiec zostaje w zoo sam. Po kilku dniach natrafia na stojące między drzewami urządzenie – uświadamia sobie, że to opisany przez Wellsa wehikuł czasu. Słysząc zbliżających się niemieckich żołnierzy, uruchamia maszynę i przenosi się w czasie – do warszawskiego zoo w sierpniu 2013 r. Ze zdumieniem obserwuje naszą rzeczywistość, zaprzyjaźnia się z przypadkowo poznaną równolatką Aśką. Jednak wyprawa kończy się źle – Rafał wpada pod samochód, traci przytomność, a gdy się budzi, jest znowu w 1942 r.
Część II, Arka – Chorego Rafała odnajdują Lidka i Emek – dwójka innych ukrywających się w zoo małych zbiegów z getta. Rafał zaprzyjaźnia się z nimi i poznaje wielki plan ucieczki z okupowanej Warszawy, wymyślony przez Emka, który w trudno dostępnej zatoczce nieopodal zoo buduje zamaskowaną łódź – Arkę. Dzieci są już niemal gotowe do wyruszenia w podróż po Wiśle, gdy Emek przynosi z miasta informację, że Niemcy rozpoczęli likwidację getta. Pomimo że termin wodowania Arki został wyznaczony na wieczór następnego dnia, Rafał – zamartwiający się o pozostawionego za murami dzielnicy dziadka – w pojedynkę wymyka się z zoo i wyrusza w powrotną drogę do warszawskiego getta. Gdy dociera na miejsce i przedostaje się przez mur, przekonuje się, że dzielnica jest pusta. Idzie do domu, w którym mieszkał z dziadkiem – na miejscu przekonuje się, że staruszkowi chyba udało się na czas uciec. Zmęczony chłopiec zasypia. Budzi go nieoczekiwany hałas – okazuje się, że jego kamienica roi się od poszukujących ukrywających się Żydów policjantów. W ostatniej chwili Rafałowi udaje się ukryć. Wraca bezpiecznie do zoo na czas. Razem z Lidką i Emkiem przystępuje do wodowania Arki, ale choć wydaje się, że do szczęśliwego finału jest o krok, w ostatniej chwili zatoczka zostaje odkryta przez hitlerowców. Lidce i Emkowi udaje się uciec. Rannego Rafała odnajduje na wiślanej plaży Janka, bibliotekarka z ulicy Leszno, jednak nim do tego dochodzi, chłopiec przeżywa niezwykłe spotkanie z Podróżnikiem w Czasie, konstruktorem wellsowskiego wehikułu.

## Przesłanie
Powieść Arka Czasu to opowieść o sile miłości i przyjaźni, dzięki którym młodemu bohaterowi udaje się przetrwać, ale przede wszystkim to książka o pamięci przeszłości, o tym, jak bardzo ważna oraz jak kształtuje naszą teraźniejszość i przyszłość (sygnalizuje to już część podtytułu ...od kiedyś przez wtedy do teraz i wstecz, gdzie kiedyś równie dobrze może oznaczać i przeszłość, i przyszłość – to, co było kiedyś, lub to, co kiedyś będzie). Alegoryczna postać Podróżnika w Czasie, którego spotyka (lub tylko mu się to wydaje) Rafał, uczy chłopca (i młodych czytelników) – że odwracanie się od przeszłości skazuje człowieka na popełnianie wciąż tych samych błędów.

## Przekaz historyczny
Autor bardzo szczegółowo i wiernie opisuje życie w getcie warszawskim. Młody czytelnik poznaje zarówno warunki egzystencji uwięzionych w nim ludzi, jak i topografię dzielnicy oraz jej historię i sposób funkcjonowania. Powieść doczekała się pozytywnej recenzji profesor Barbary Engelking, której rekomendacja wydrukowana została na IV okładce książki:

Muszę przyznać, że do książek dla dzieci o Holokauście podchodzę 
z ogromną rezerwą, ale ta całkowicie pozytywnie mnie zaskoczyła. 
Nie mogłam się oderwać, co naprawdę nieczęsto mi się zdarza. 
Bardzo wiarygodna, świetnie napisana, przejmująca.

## Nagrody i wyróżnienia
- 2013 – Grand Prix III Konkursu Literackiego im. Astrid Lindgren na współczesną książkę dla dzieci i młodzieży[10][11].
- 2013 – I Nagroda w III Konkursie Literackim im. Astrid Lindgren w kategorii powieści dla dzieci w wieku od dziesięciu do czternastu lat[11].
- 2013 – Wyróżnienie w literackim konkursie Książka Roku 2013 organizowanym przez Polską Sekcję IBBY – Międzynarodową Izbę ds. Książek dla Młodych[12].
- 2014 – I Nagroda w VI Konkursie Literatury Dziecięcej im. Haliny Skrobiszewskiej i wpisanie książki na Listę Skarbów Muzeum Książki Dziecięcej[13].
- 2015 – Niemieckie wydanie powieści zostało zaliczone przez niemiecką rozgłośnię radiową Deutschlandfunk do siedmiu najlepszych książek dla dzieci dostępnych na niemieckojęzycznym rynku książki w kwietniu 2015[14].
- 2015 – Tytuł Książka Lipca 2015 Deutsche Akademie für Kinder- und Jugendliteratur dla niemieckiego wydania powieści[15].
- 2015 – Nagroda Kinderbuchpreis 2015 w austriackim konkursie literackim Jury der jungen Leser i tytuł Książki Roku 2015 dla dzieci w wieku od 10 do 11 lat dla niemieckiego wydania powieści'[16].

## Przekłady na języki obce
- Niemcy, 2015 – Flügel aus Papier, tłumaczenie: Thomas Weiler, wydawnictwo S. Fischer Verlag, ISBN 978-3-7373-5212-3[17]
- Ukraina, 2016 – Ковчег часу, tłumaczenie: Bożena Antoniak, wydawnictwo Urbino, ISBN 978-3-7373-5372-4[18]
- Hiszpania, 2017 – El arca del tiempo, tłumaczenie: Katarzyna Olszewska Sonnenberg, wstęp: Sergio Sánchez Beníte, wydawnictwo Báltica Editorial, ISBN 978-84-947227-1-4[19][20]
- Rosja, 2018 – Ковчег времени, tłumaczenie: Ася Фруман, wydawnictwo Текст, ISBN 978-5-7516-1489-8[21]
- Serbia, 2021 – Barka vremena, tłumaczenie: Anđelija Jočić, wydawnictwo Propolis Books, ISBN 978-86-808026-5-7[22]

## Informacje dodatkowe
Postać Stelli – dziewczyny, która wyprowadza Rafała z getta i wędruje z nim przez okupowaną Warszawę – wzorowana jest na Stefanii Grodzieńskiej. Jako Stella Stefania Grodzieńska występuje też w autobiograficznej powieści Krystyny Żywulskiej Pusta woda. Rafał Grzywiński i Stella pojawiają się także w powieści dla dorosłych Marcina Szczygielskiego Poczet Królowych Polskich – czytelnik ogląda tam oboje uciekinierów oczami bohaterki książki Iny, która spotyka ich w bramie domu przy ulicy Brackiej. W powieści pojawiają się, bądź wspominane są też inne prawdziwe osoby – bibliotekarka z Leszno 67 Barbara Temkin-Bermanowa, Bela Gelbard, dyrektorowa zoo Antonina Żabińska i Janusz Korczak.
W niektórych szkołach podstawowych powieść Marcina Szczygielskiego Arka Czasu przez nauczycieli języka polskiego wybierana jest jako lektura dla klas VI.